# Friederike Sophie Seyler
Friederike Sophie Seyler, nata Sparmann, in prime nozze Hensel (Dresda, 1737 oppure 1738 – Schleswig, 22 novembre 1789), è stata un'attrice teatrale e librettista tedesca. Insieme a Friederike Caroline Neuber, è stata considerata la più grande attrice tedesca della seconda metà del XVIII secolo. Il suo libretto per il Singspiel Oberon (originariamente intitolato Huon e Amanda) fu una fonte di ispirazione per il libretto di Emanuel Schikaneder per l'opera Il flauto magico.

## Biografia
Nacque a Dresda come figlia unica del medico Johann Wilhelm Sparmann e della sua sposa Luise Catharina, nata Pöppelmann. Era nipote di Matthäus Daniel Pöppelmann, architetto dello Zwinger. I suoi genitori divorziarono quando aveva 11 anni; sua madre entrò in un convento e Sophie fu educata alla dura da uno zio, a tal punto che fuggì presso un altro parente, e poi giunse il teatro.

Abel Seyler, secondo marito della Seyler

Dal 1754, fu membra della compagnia Schuchschen Gesellschaft, a Danzica e Breslavia, e ne sposò un attore, Johann Gottlieb Hensel, ma divorziò già nel 1759. Si esibì in Vienna, Francoforte e Hildburghausen, e dovette rinunciare alla scena a causa della sua cattiva salute. Venne a far parte della compagnia di Ackermann in Amburgo. La concorrenza con l'attrice tragica Karoline Schulze condusse alla scissione della compagnia Ackermann, e alla fondazione del teatro nazionale di Amburgo. Mentre la Schulze tornava a Lipsia, la Hensel rimaneva la grande attrice tragica di Amburgo. Dopo lo scioglimento nel 1769 della compagnia di Amburgo, la Hensel raggiunse la compagnia di Abel Seyler. Nel 1772, sposò il regista Abel Seyler, suo ammiratore, e lo seguì di posto in posto. Nel 1787, i due sposi si sostarono in Schleswig, dove ella morì nel 1789 (oppure 1790 secondo altre fonti).
Suo figliastro era il banchiere Ludwig Erdwin Seyler, il capo della Berenberg Bank. La figliastra Sophie (Marie Katharina) Seyler (1762-1833) sposò il poeta Johann Anton Leisewitz nel 1781.

## Interpretazioni
Come attrice, è nota per aver interpretato personaggi appassionati e tragici. Gotthold Ephraim Lessing la lodò come una delle migliori attrici d'Europa nel suo libro Hamburgische Dramaturgie. Era pero anche nota come un'attrice estremamente difficile, offesa dalla minima critica, esigente sulla toeletta e che provocava tensioni nella compagnia.
Alcuni ruoli
| Anno | Ruolo         | Opera                   | Autore                                 |
| ---- | ------------- | ----------------------- | -------------------------------------- |
| 1775 | Medea         | Medea                   | Friedrich Wilhelm Gotter e Georg Benda |
| ?    | Klytaemnestra |                         |                                        |
| ?    | Sara Sampson  |                         |                                        |
| ?    | Regina        | Richard II              | William Shakespeare                    |
| ?    | Regina        | Hamlet                  | Shakespeare                            |
| ?    | Lady Macbeth  | Macbeth                 | Shakespeare                            |
| ?    | Sophronia     |                         |                                        |
| ?    | Merope        |                         |                                        |
| ?    | Madre Ruhberg | Verbrechen aus Ehrsucht | August Wilhelm Iffland                 |
| ?    | Marie         | Günstling               |                                        |

## Opere

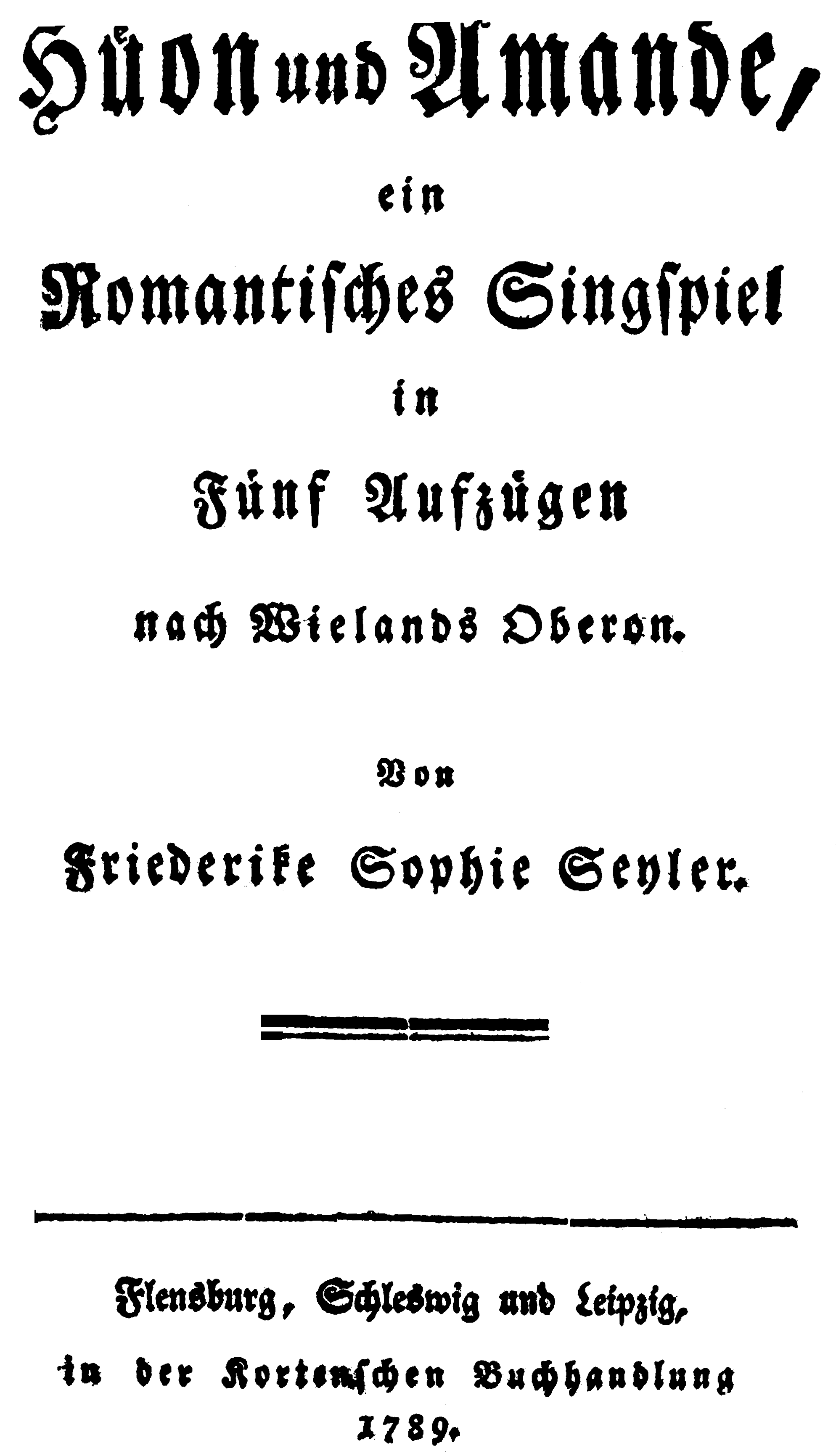
Copertina originale del Hüon und Amande di Friederike Sophie Seyler (1789)

Ella scrisse diversi spettacoli per il teatro. Il suo dramma Il rapimento o la tenera madre (Die Entführung oder die zärtliche Mutter) - a partire d'un romanzo dello scrittore irlandese Frances Sheridan - fu frequentemente eseguito negli anni settanta del Settecento. Inoltre ella scrisse il libretto per un Singspiel romantico chiamato Huon e Amande, basato sul poema Oberon, che fu un successo popolare alla fine del secolo XVIII in Amburgo. Anche il libretto per il Singspiel Oberon, re degli Elfi con la musica di Paul Wranitzky era un'elaborazione del testo di Hensel dall'attore viennese Karl Ludwig Giesecke. Così iniziarono la tradizione delle opere basate su favole, che culminò nel Flauto magico di Mozart, la seconda parte del quale è ispirata finalmente dal libretto della Hensel. Dopo il successo della versione di Giesecke e la morte della Seyler, il suo libretto fu intitolato Oberon.
Alcune opere
- Die Familie auf dem Lande, 1770
- Die Entführung, oder Die zärtliche Mutter, Drama 1772
- Hüon und Amande, 1789